# 2Pacalypse Now
2Pacalypse Now é o álbum de estreia do rapper estadunidense 2Pac, lançado em 12 de novembro de 1991 através da TNT Recordings e Interscope Records, e distribuído pela EastWest Records America, uma divisão da Atlantic. As sessões de gravação ocorreram no Starlight Sound Studio em Richmond, Califórnia. O álbum foi produzido pela equipe de produção da Digital Underground, a Underground Railroad, composta por Big D the Impossible, Shock G, Pee-Wee, DJ J-Z, Raw Fusion e Live Squad. O álbum conta com participações de Stretch, Angelique, Dave Hollister, Pogo, Poppi, Ray Luv e Shock G, entre outros. O título do álbum é uma referência ao filme de guerra Apocalypse Now (1979).  
2Pac aborda no álbum sobre questões sociais enfrentadas pelos negros nos Estados Unidos, como racismo, brutalidade policial, pobreza, crimes, gravidez na adolescência e drogas, dando um vislumbre lírico no mundo de um jovem negro nas ruas. Nos Estados Unidos, o álbum alcançou a 64ª posição da Billboard 200, a 13ª posição do gráfico Top R&B/Hip-Hop Albums e a terceira colocação nas tabelas Heatseekers Albums e Catalog Albums. Em 19 de abril de 1995, recebeu o certificado de ouro da Recording Industry Association of America (RIAA) por vender mais de 500.000 unidades. Em comemoração ao seu vigésimo quinto aniversário, foi relançado em vinil e fita cassete em novembro de 2016 e alcançou a 21ª colocação da parada de vinis da Billboard. 
O álbum produziu três singles, com seus respectivos videoclipes: "Trapped", "Brenda's Got a Baby" e "If My Homie Calls". O segundo single do álbum, "Brenda's Got a Baby", alcançou a 23ª posição do gráfico Hot R&B/Hip-Hop Songs e a terceira posição da tabela Hot Rap Songs. A faixa "I Don't Give a Fuck" foi incluída na estação de rádio Radio Los Santos do jogo Grand Theft Auto: San Andreas (2004). Na lista dos Maiores Rappers de Todos os Tempos da MTV, 2Pacalypse Now foi listado como um dos álbuns "clássicos" de 2Pac, junto com Me Against the World, All Eyez on Me e The Don Killuminati: The 7 Day Theory. 

## Conteúdo
2Pacalypse Now é um álbum de hip hop com consciência social. Ele serve como um comentário do artista sobre questões sociais contemporâneas enfrentadas pela sociedade americana, como racismo, brutalidade policial, pobreza, violência de gangues, gravidez na adolescência e abuso de drogas. O álbum aborda poeticamente questões urbanas negras relevantes para os dias atuais. Embora um álbum relativamente inofensivo em comparação com os trabalhos posteriores de Shakur, 2Pacalypse Now ficou conhecido por suas letras violentas dirigidas a policiais e ao governo nas músicas "Trapped", "I Don't Give a Fuck" e "Soulja's Story".

## Controvérsia
O álbum gerou uma controvérsia significativa decorrente das críticas públicas do então vice-presidente dos Estados Unidos, Dan Quayle, depois que Ronald Ray Howard assassinou um policial rodoviário do Texas e seu advogado de defesa alegou que ele foi influenciado por 2Pacalypse Now e seu forte tema de brutalidade policial. Quayle declarou: "Não há razão para que um disco como este seja publicado. Ele não tem lugar em nossa sociedade".

## Lista de faixas
| 2Pacalypse Now – Edição padrão |                                        | |                      |         |  |
| N.º                            | Título                                 | Compositor(es) | Produtor(es)         | Duração |  |
| 1.                             | "Young Black Male"                     | Tupac Shakur Deon Evans George Clinton Sylvester Allen Harold Brown Morris Dickerson Lonnie Jordan Charles Miller Lee Oskar Howard E. Scott | Big D the Impossible | 2:35    |  |
| 2.                             | "Trapped"                              | Shakur Ramone Gooden Raymond Tyson | Pee-Wee              | 4:44    |  |
| 3.                             | "Soulja's Story"                       | Shakur Evans Isaac Hayes | Big D the Impossible | 5:05    |  |
| 4.                             | "I Don't Give a Fuck" (part. de Pogo)  | Shakur Gooden | Pee-Wee              | 4:20    |  |
| 5.                             | "Violent"                              | Shakur Ronald Brooks David Elliott Maceo Parker                                                                                             | Raw Fusion           | 6:25    |  |
| 6.                             | "Words of Wisdom"                      | Shakur Gregory Jacobs Herbert Hancock | Shock G              | 4:54    |  |
| 7.                             | "Something Wicked"                     | Shakur Jeremy Jackson | J-Z                  | 2:28    |  |
| 8.                             | "Crooked Ass Nigga" (part. de Stretch) | Shakur Randy Walker | Live Squad           | 4:17    |  |
| 9.                             | "If My Homie Calls"                    | Shakur Evans Arlester Christian Hancock | Big D the Impossible | 4:18    |  |
| 10.                            | "Brenda's Got a Baby"                  | Shakur Evans | Big D the Impossible | 3:53    |  |
| 11.                            | "Tha' Lunatic" (part. de Stretch)      | Shakur Jacobs Clinton Ron Banks | Shock G              | 3:29    |  |
| 12.                            | "Rebel of the Underground"             | Shakur Evans | Shock G              | 3:17    |  |
| 13.                            | "Part Time Mutha" (part. de Angelique) | Shakur Evans Stevland Morris | Big D the Impossible | 5:13    |  |
| Duração total:                 | Duração total:                         | Duração total: | Duração total:       | 55:07   |  |

## Créditos desamples
Crooked Ass Nigga
- "Crab Apple" de Idris Muhammad
- "Gangsta Gangsta" de N.W.A

If My Homie Calls
- "Let a Woman Be a Woman - Let a Man Be a Man" de Dyke & the Blazers
- "Fat Mama" de Herbie Hancock
- "I Don't Know What This World Is Coming To" de The Soul Children
- "Around the Way Girl" de LL Cool J

Part Time Mutha
- "Part-Time Lover" de Stevie Wonder feat. Luther Vandross
- "Part Time Suckers" de Boogie Down Productions

Rebel of the Underground
- "Impeach the President" de The Honey Drippers

Soulja's Story
- "Ain't No Sunshine" de Bill Withers
- "No Name Bar" de Isaac Hayes
- "Sneakin' in the Back" de Tom Scott and the L.A. Express

Violent
- "Pirates Theme" de Home T, Cocoa Tea and Shabba Ranks
- "City Under Siege" de Geto Boys
- "Any Colour You Like" de Pink Floyd

Words of Wisdom
- "Chameleon" de Herbie Hancock

Young Black Male
- "Good Old Music" de Funkadelic
- "Where Was You At" de War
- "The Product" de Ice Cube
- "Dead Homiez" de Ice Cube
- I Got to Have It" de Ed O.G. & Da Bulldogs

Trapped
- "The Spank" de James Brown

## Faixas não utilizadas
- "Crooked Nigga Too" (Original com Stretch) (Em Remixed Loyal To The Game)
- "Tears Of A Clown" (Não-Lançada)
- "Scared Straight '91" (Original com Ray Luv) (Em Remixed Pac's Life)
- "Resist The Temptation" (Em Remixed Best of 2Pac)
- "Dopefiend's Diner" (Em Remixed Best of 2Pac)
- "Crooked Cop Killer" (Produção por Stretch) (Não-Lançada)
- "Fever In The Funkhouse" (Não-Lançada)
- "Revenge Of Tha' Lunatic" (Não-Lançada) (Original Versão & Remix)
- "Funky Freestyles" (Não-Lançada)
- "Hymn of The 90's N.I.G.G.A." (Original com Mouse Man & The Wycked) (Em Remixed Loyal To The Game) (Parcialmente)
- "Backstabbaz" (Não-Lançada)
- "What U Won't Do 4 Love" (com Schoovy Schmoov) (Versão 1991 do início "Do For Love")
- "Use Me" (Não-Lançada)
- "This Is The Brain On a 40 Ounce" (com Treach) (Não-Lançada)
- "2FLY4ME" (Não-Lançada)
- "Trapped" (Remix) (Não-Lançada)
- "You Don't Wanna Battle" (com Ryan G.) (Não-Lançada)
- "Ghetto Gospel (feat. Jess) (Em Remixed "Loyal to the Game")
- It Ain't Necessarily So ft. Shock G (Não-Lançada)

## Singles
| Single informção |
| --- |
| "Brenda's Got a Baby" (feat. Dave Hollister) - Lançamento: 9 outubro de 1991 - Lado-B: "If My Homie Calls"                  |
| "Trapped (canção de Tupac Shakur)" (feat. Shock G) - Lançamento: 25 setembro de 1992 - Lado-B: Tha' Lunatic (feat. Stretch) |
| "If My Homie Calls" - Lançamento: 20 dezembro de 1991 - Lado-B: "Brenda's Got a Baby" (feat. Dave Hollister)                |

| Críticas profissionais                                                      | Críticas profissionais |
| Avaliações da crítica                                                       | Avaliações da crítica  |
| Fonte                                                                       | Avaliação              |
| --------------------------------------------------------------------------- | ---------------------- |
| Allmusic                                                                    | [ 5 ]                  |
| RapReviews                                                                  | [ 6 ]                  |
| Rolling Stone                                                               | [ 7 ]                  |
| Esta tabela precisa de ser acompanhada por texto em prosa. Consulte o guia. |                        |

## Paradas musicais
| Ano  | Álbum          | Melhor Posição | Melhor Posição         |
| Ano  | Álbum          | Billboard 200  | Top R&B/Hip Hop Albums |
| 1992 | 2Pacalypse Now | #64            | #13                    |

### Singles
| Ano  | Canção                                  | Melhor Posição                   | Melhor Posição  |
| Ano  | Canção                                  | Hot R&B/Hip-Hop Singles & Tracks | Hot Rap Singles |
| ---- | --------------------------------------- | -------------------------------- | --------------- |
| 1992 | "Brenda's Got a Baby/If My Homie Calls" | 23                               | 3               |